# Pueraria phaseoloides
Pueraria phaseoloides är en ärtväxtart som först beskrevs av William Roxburgh, och fick sitt nu gällande namn av George Bentham. Pueraria phaseoloides ingår i släktet Pueraria och familjen ärtväxter.

## Underarter
Arten delas in i följande underarter:
- P. p. javanica
- P. p. phaseoloides
- P. p. subspicata

## Bildgalleri

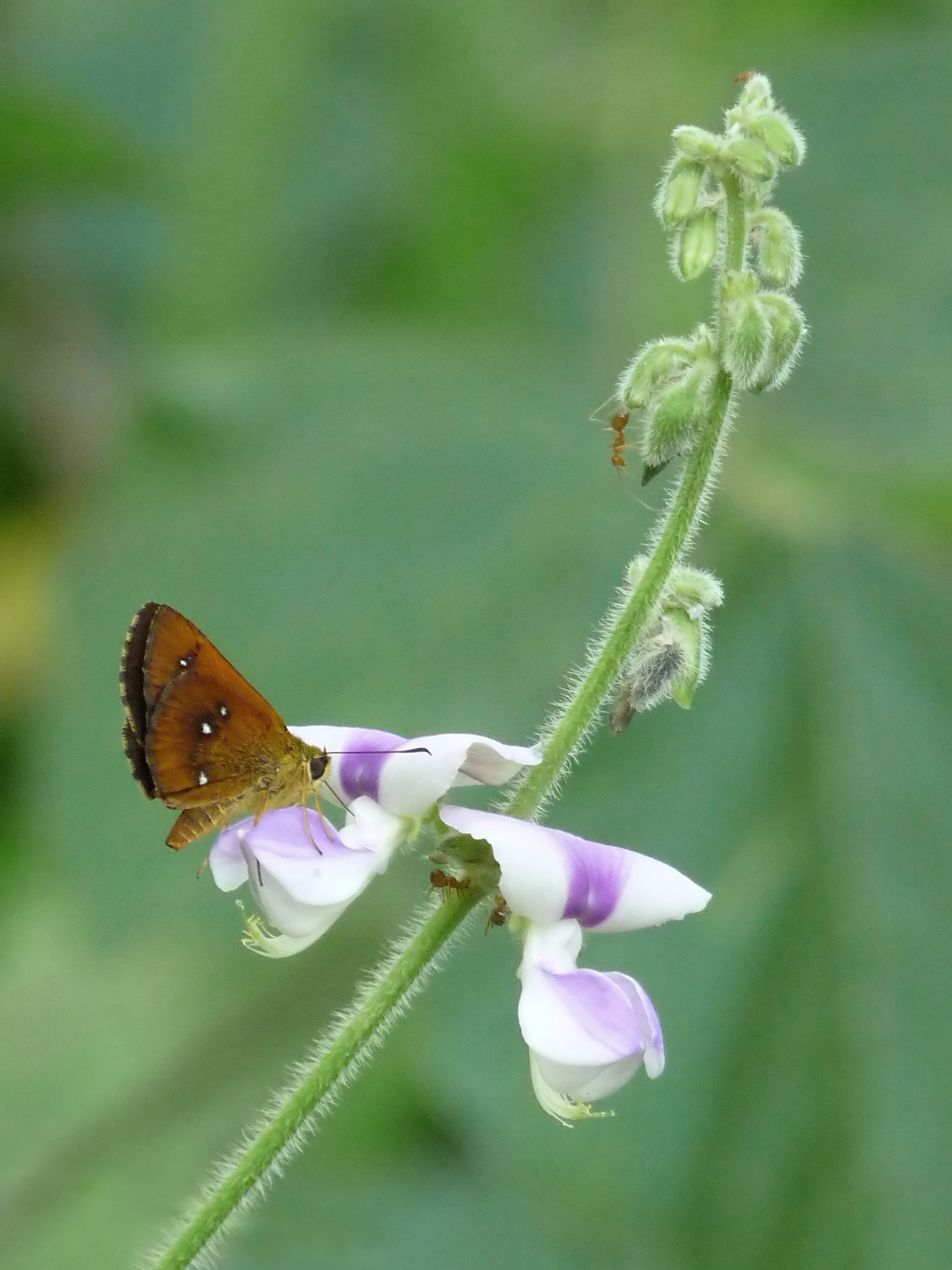
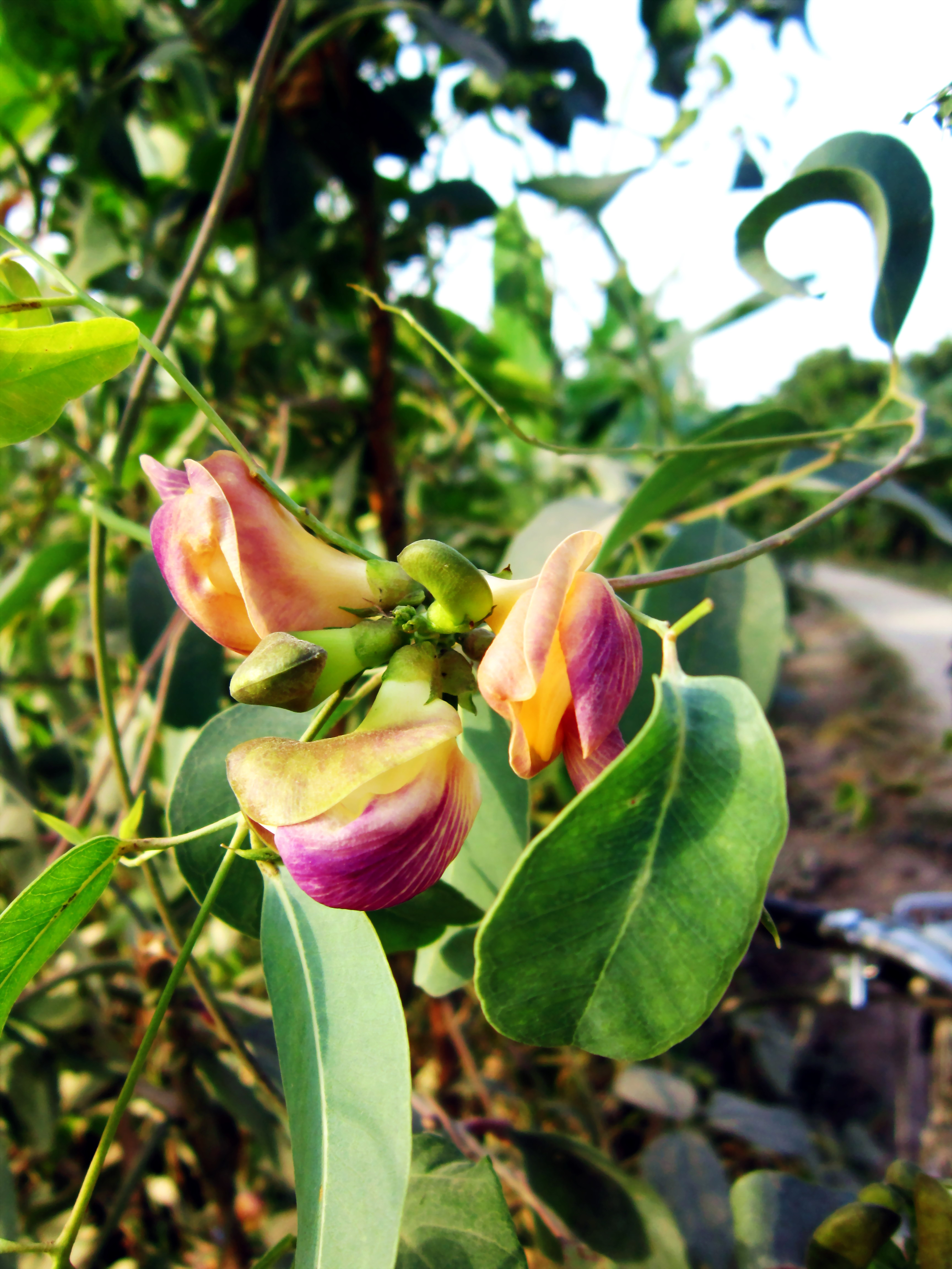
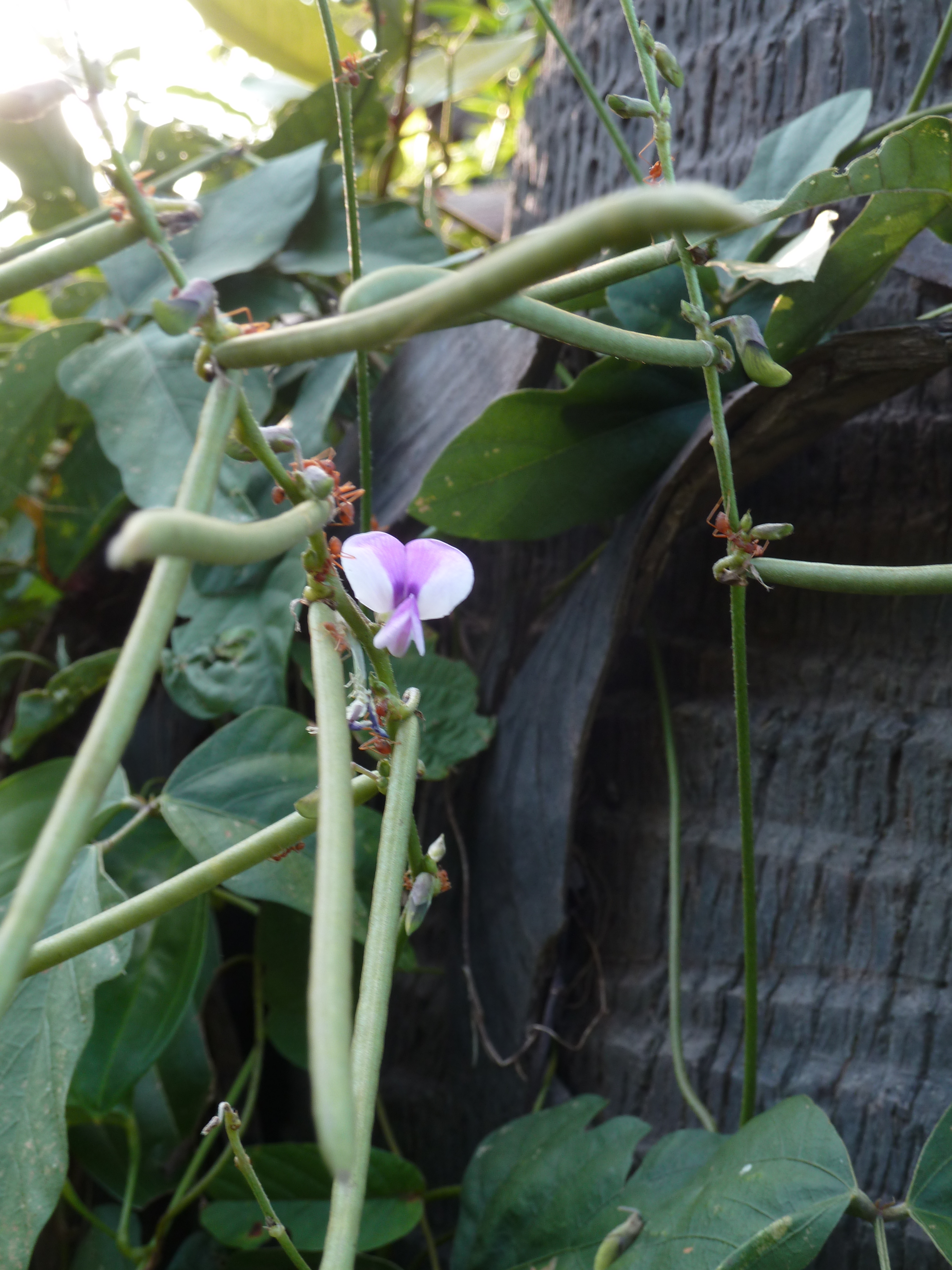
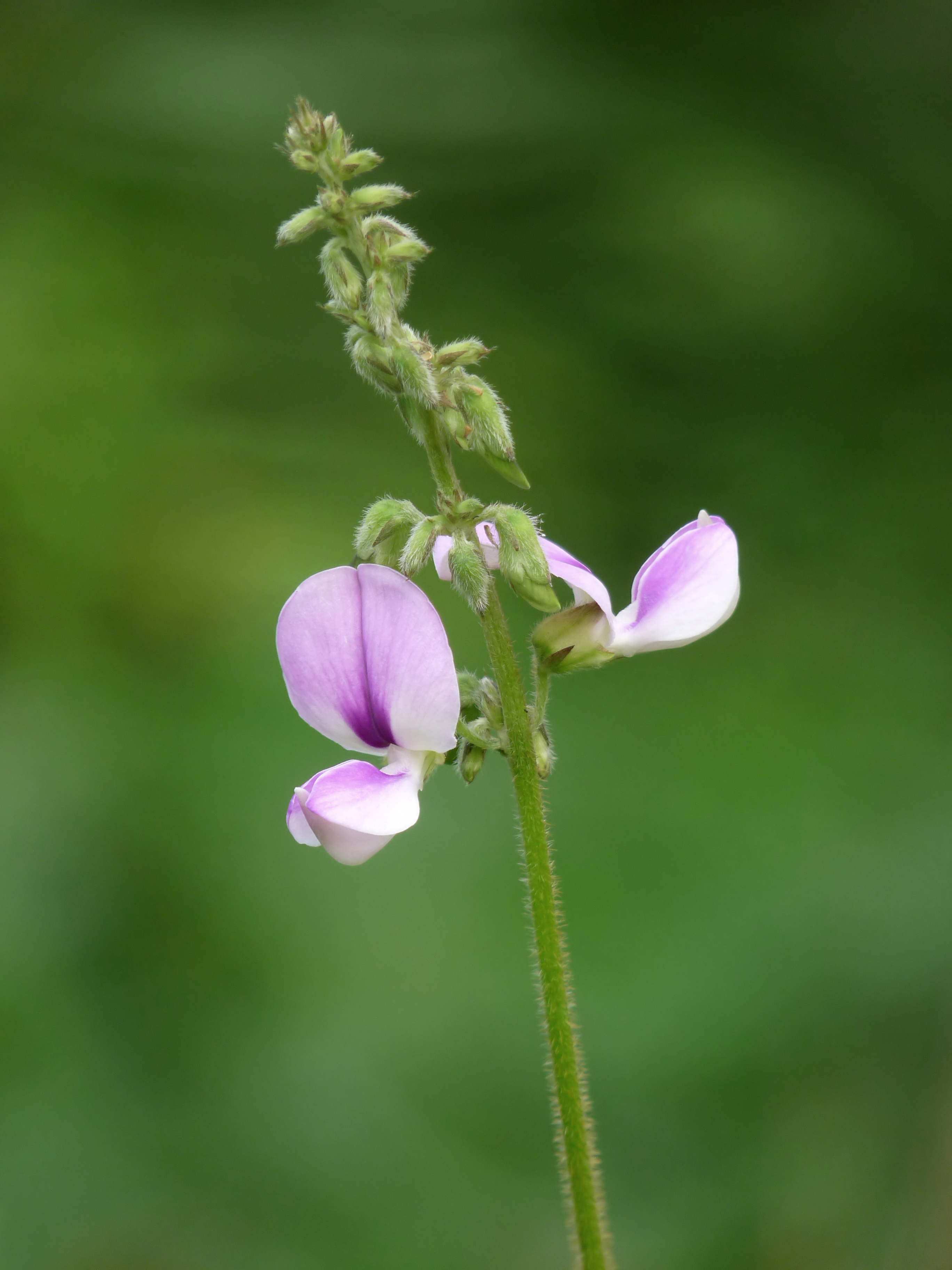